# Виктория (Техас)
Викто́рия (англ. Victoria) — город в США, расположенный в юго-восточной части штата Техас. Город является административным центром одноимённого округа.
Население — 62 592 человека по данным переписи 2010 года. Викторию иногда называют «перекрёсток» из-за того, что город находится примерно в двух часах езды от Остина, Хьюстона, Сан-Антонио и Корпус-Кристи.
Виктория получила своё название в честь генерала Гуадалупе Виктория, первого президента независимой Мексики. Город также является центром епархии Виктории.

## История
В 1685 году Рене-Робер Кавелье де Ла Саль создал Форт Сен-Луи, французскую колонию, просуществовавшую до 1689 года. Форт был построен у залива Матагорда возле ручья Гарситас-Крик неподалёку от нынешней Виктории. В 1722 году для защиты территории от французов недалеко от бывшего форта была построена миссия Нуэстра Сеньора дель Эспириту-Санто де Суньига и форт Президио ла Байя. Будучи не в состоянии привлечь индейцев в миссию, а также из-за напряженности в отношениях между индейцами и испанскими солдатами, в 1726 году миссия была перенесена в более благоприятное место на реке Гуадалупе. Артефакты из этого поселения в настоящее время выставлены в прибрежном музее в Виктории. Новое место было расположено неподалёку от Виктории, среди поселений индейцев аранама в долине Мишшен. На реке были построены плотины и водопровод в миссию. На берегу Тонкава был построен форпост из известкового раствора и камня, а чуть позже был построен форт. Миссия процветала в течение 26 лет, производя достаточно зерна и сена, чтобы торговать с другими испанскими поселениями. Также фермеры начали разводить крупный рогатый скот и лошадей.
В 1824 года Мартин Де-Леон основал колонию около миссии, ставшую единственной преимущественно мексиканской колонией в Техасе. Виктория стала центром колонии, которая была частью усилий правительства Мексики по заселению Техаса. С марта по ноябрь 1840 года в Виктории базировалось правительство республики Рио-Гранде.

## География
Виктория находится на территории прибрежных равнин Техаса, примерно в 80 километрах от Мексиканского залива. Город расположен вдоль восточного берега реки Гуадалупе. Земля на территории города представляет собой глину, богатую смектитом, покрытую сверху осадочными породами и песком. Зыбкая из-за смектита почва создаёт серьёзные проблемы для городской инфраструктуры. Растительность в сухих районах состоит преимущественно из коротких трав, кустов и небольших деревьев, таких как звёздчатый дуб, во влажных районах могут расти высокие деревья, преимущественно вязы и пеканы.

### Климат
| Показатель                    | Янв. | Фев. | Март | Апр. | Май  | Июнь | Июль | Авг. | Сен. | Окт. | Нояб. | Дек.  | Год   |
| ----------------------------- | ---- | ---- | ---- | ---- | ---- | ---- | ---- | ---- | ---- | ---- | ----- | ----- | ----- |
| Абсолютный максимум, °C       | 31,1 | 35   | 36,1 | 36,7 | 38,3 | 42,2 | 40   | 42,8 | 43,9 | 37,2 | 33,9  | 31,1  | 43,9  |
| Средний суточный максимум, °C | 17,7 | 19,7 | 23,4 | 26,9 | 30,1 | 32,9 | 34,3 | 34,6 | 32,1 | 28,4 | 23,3  | 19,1  | 26,9  |
| Средняя температура, °C       | 11,9 | 13,8 | 17,6 | 21,5 | 25   | 27,8 | 29   | 29,1 | 26,7 | 22,3 | 17,3  | 13,2  | 21,3  |
| Средний суточный минимум, °C  | 6,2  | 7,9  | 11,7 | 16,1 | 20   | 22,8 | 23,8 | 23,6 | 21,3 | 16,3 | 11,3  | 7,3   | 15,7  |
| Абсолютный минимум, °C        | −10  | −7,2 | −6,1 | 0,6  | 7,2  | 15   | 16,7 | 16,7 | 8,9  | −0,6 | −4,4  | −12,8 | −12,8 |
| Норма осадков, мм             | 61   | 50   | 56   | 70   | 130  | 117  | 93   | 77   | 135  | 101  | 72    | 56    | 1018  |
| Источник: weatherbase.com     |      |      |      |      |      |      |      |      |      |      |       |       |       |

## Население
Согласно переписи населения 2010 года, в 2010 году в городе проживали 62 592 человека, 23 421 домохозяйство, 15 954 семьи. Расовый состав города: 76,2 % — белые, 7,7 % — чернокожие, 0,6 % — коренные жители США, 1,4 % — азиаты, 0,0002 % — жители Гавайев или Океании, 11,3 % — другие расы, 2,7 % — две и более расы. Число испаноязычных жителей любых рас составило 48,3 %.
Из 23 421 домохозяйства, в 30,9 % проживают дети младше 18 лет. В 46,1 % случаев в домохозяйстве проживают женатые пары, 16,6 % — домохозяйства без мужчин, 31,9 % — домохозяйства, не составляющие семью. 26,3 % домохозяйств представляют собой одиноких людей, 9,7 % — одиноких людей старше 65 лет. Средний размер домохозяйства составляет 2,62 человека. Средний размер семьи — 3,16.
29,7 % населения города младше 20 лет, 26,3 % находятся в возрасте от 20 до 39, 30,5 % — от 40 до 64, 13,6 % — 65 лет и старше. Средний возраст составляет 34,9 лет.
Согласно данным опросов пяти лет с 2009 по 2013 годы, средний доход домохозяйства в Виктории составляет 46 765 долларов США в год, средний доход семьи — 53 877 долларов. Доход на душу населения в городе составляет 23 725 долларов США, ниже, чем в среднем по стране — 39 997 долларов. Около 15 % семей и 18,6 % населения находятся за чертой бедности. В том числе 27,5 % в возрасте до 18 лет и 11,1 % в возрасте 65 и старше.

## Экономика
Основными отраслями в городе являются образование, здравоохранение, розничная торговля, сельское хозяйство и химическая промышленность. Подспорье бизнесу создаёт доступ к транспортным магистралям любого типа: крупным автомобильным дорогам, железнодорожным терминалам. В городе или непосредственной близости расположены региональный аэропорт Виктории, мелководный порт Виктории и глубоководный порт города Порт-Лавака.

### Основные работодатели
Согласно ежегодному финансовому отчёту города за финансовый год 2012—2013, крупнейшими работодателями являются:
| #  | Работодатель                              | Число работников |
| -- | ----------------------------------------- | ---------------- |
| 1  | The Inteplast Group                       | 2300             |
| 2  | Независимый школьный округ Виктории       | 2200             |
| 3  | Formosa Plastics                          | 1800             |
| 4  | Медицинский центр Citizens Medical Center | 1053             |
| 5  | Центр здоровья DeTar                      | 976              |
| 6  | Alcoa                                     | 650              |
| 7  | Город Виктория                            | 610              |
| 8  | Invista                                   | 600              |
| 9  | Независимый школьный округ Калхун         | 582              |
| 10 | DOW — Seadrift Operations                 | 564              |

## Образование
Город обслуживается независимым школьным округом Виктории. Также в городе открыто несколько частных школ.
В городе функционирует общественный колледж, а также располагается Хьюстонский университет в Виктории, входящий в систему Хьюстонских университетов.

## Транспорт

### Автомагистрали
Викторию иногда называют перекрёстком дорог южного Техаса, через город проходят три автомагистрали США:
- US 59
- US 77
- US 87

### Авиасообщение
Город обслуживается региональным аэропортом Виктории. Компания Texas Sky Airways выполняет рейсы в аэропорты Остина и Далласа/Форт-Уэрта.

### Водное сообщение
Два порта находятся в непосредственной близи от города: мелководный порт города Виктории и глубоководный порт города Порт-Лавака.

## Известные жители
- «Ледяная Глыба» Стив Остин, актёр кино и телевидения, бывший профессиональный рестлер, включённый в Зал Славы WWE
- Мэтт Прокоп, актёр кино и телевидения

## Фотографии Виктории

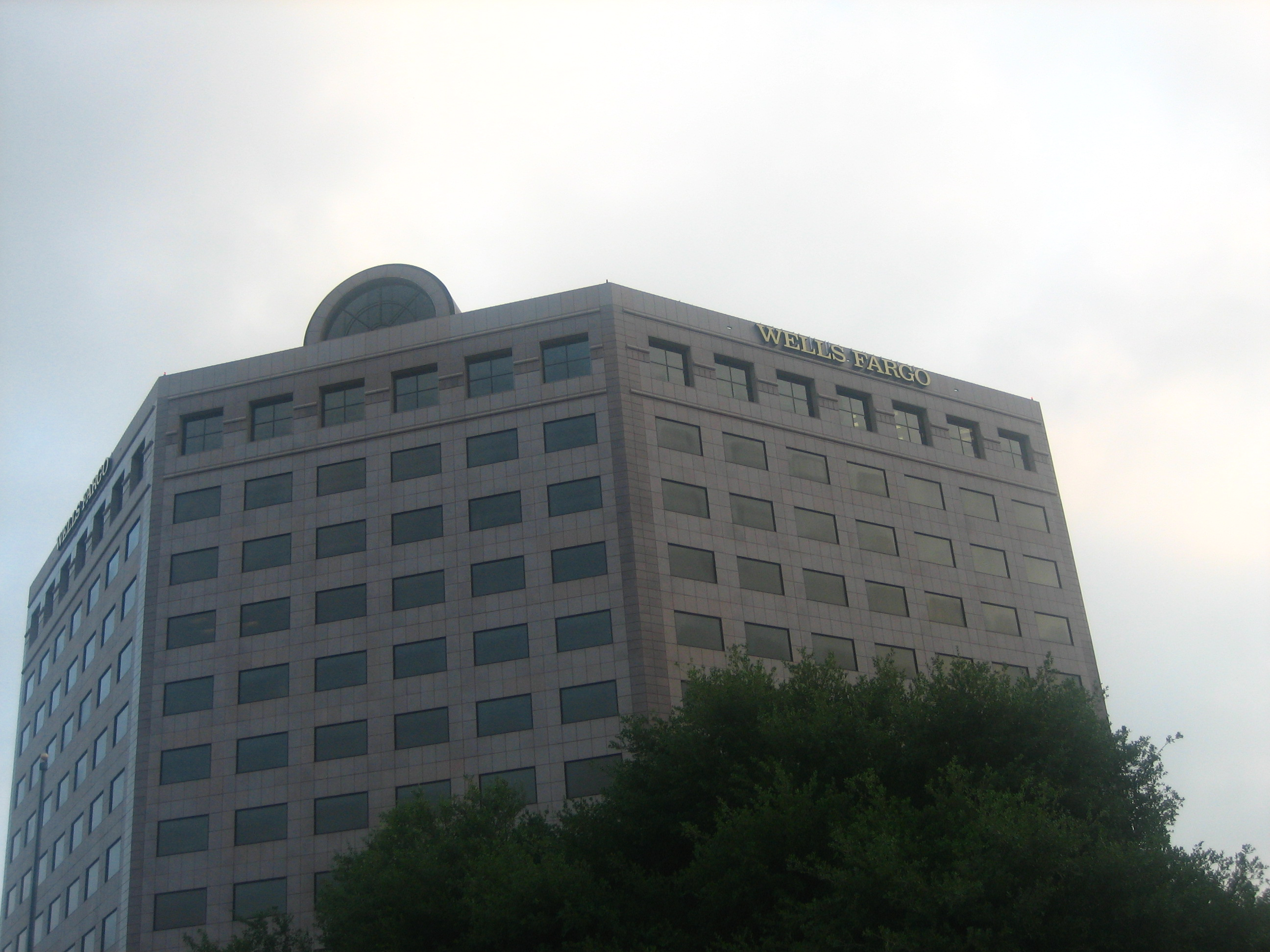
Самое высокое здание Виктории, здание банка Wells Fargo
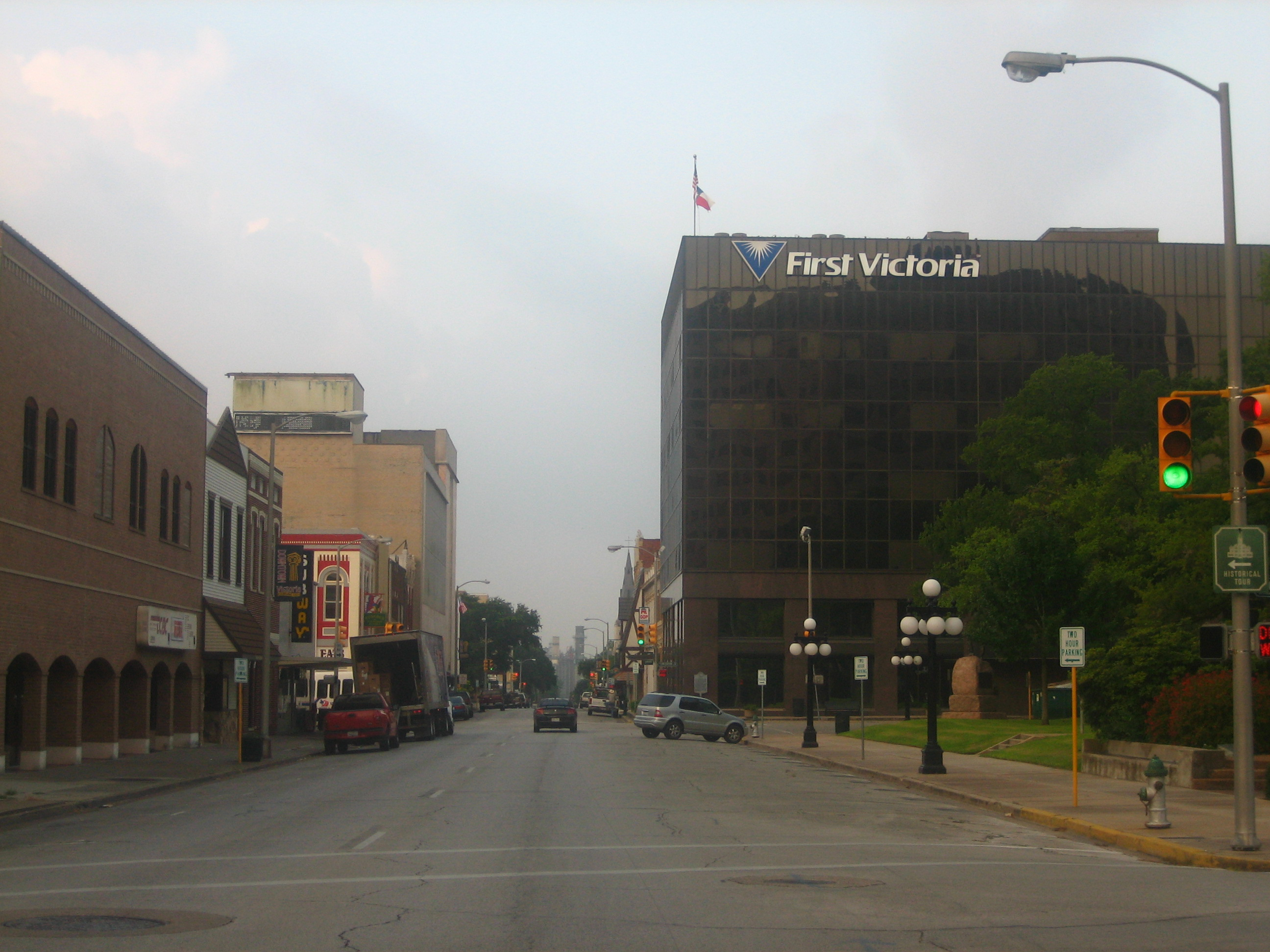
Центр Виктории
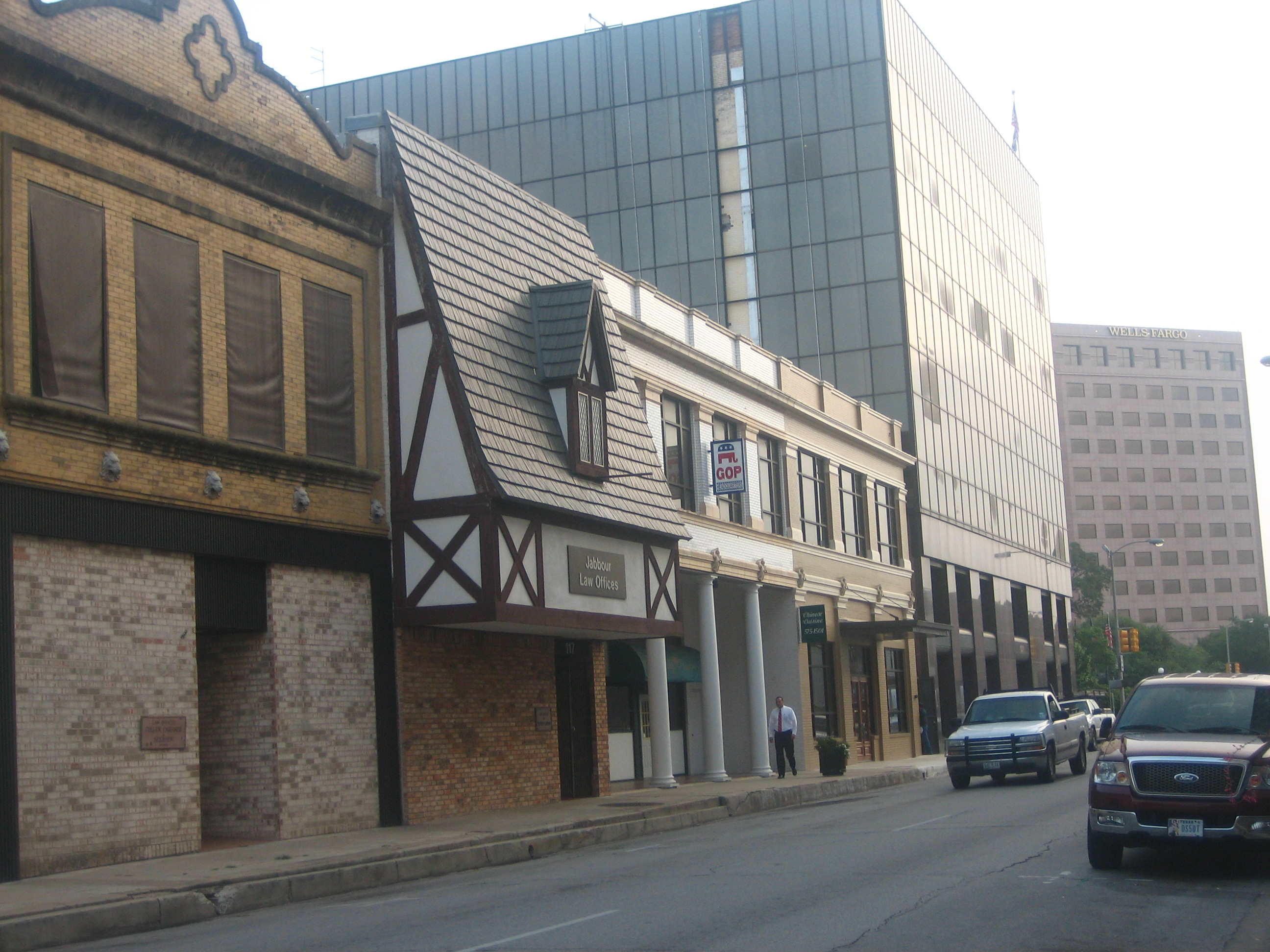
Центр Виктории
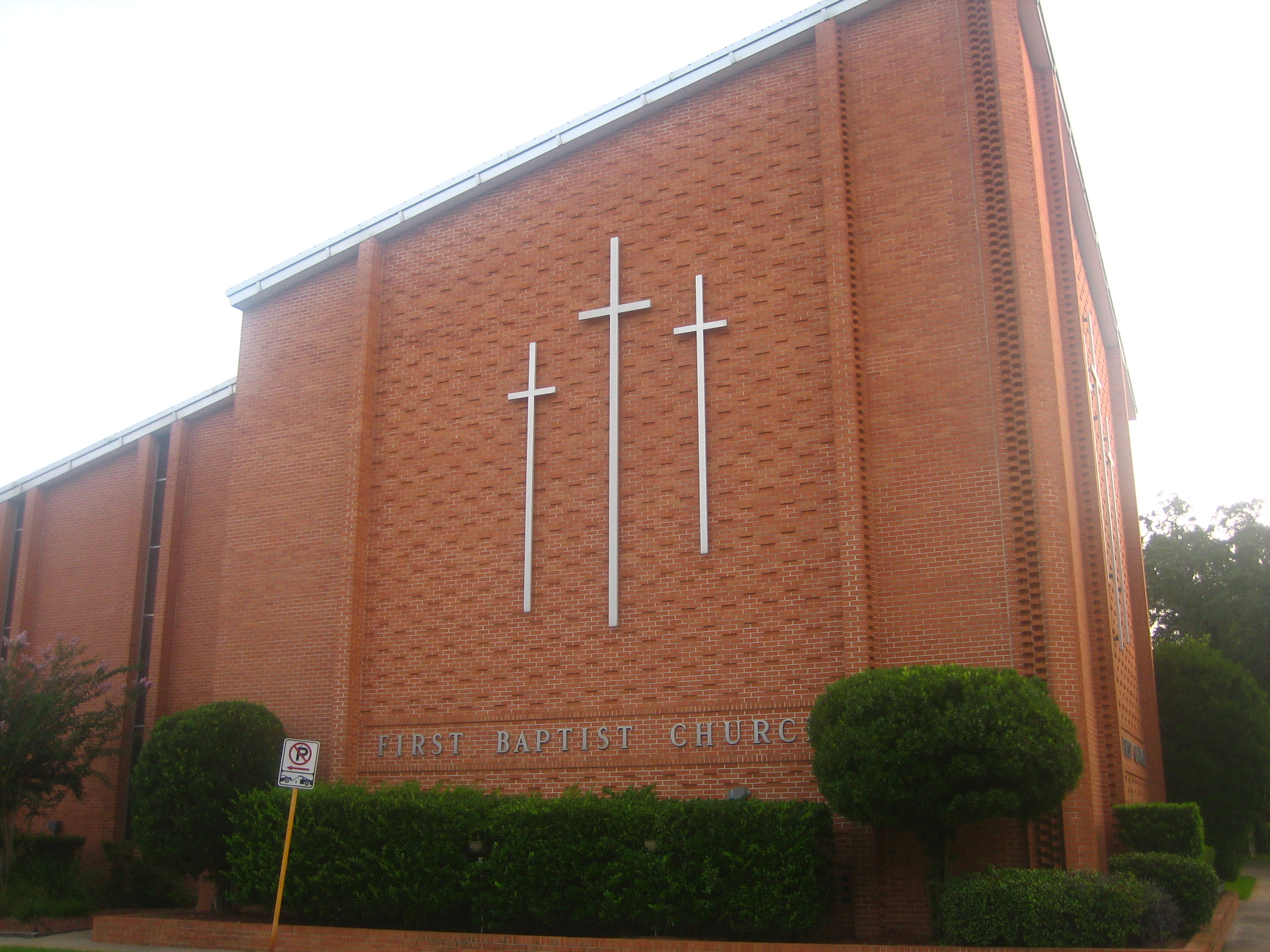
Старая баптистская церковь Виктории, построенная в 1852 году
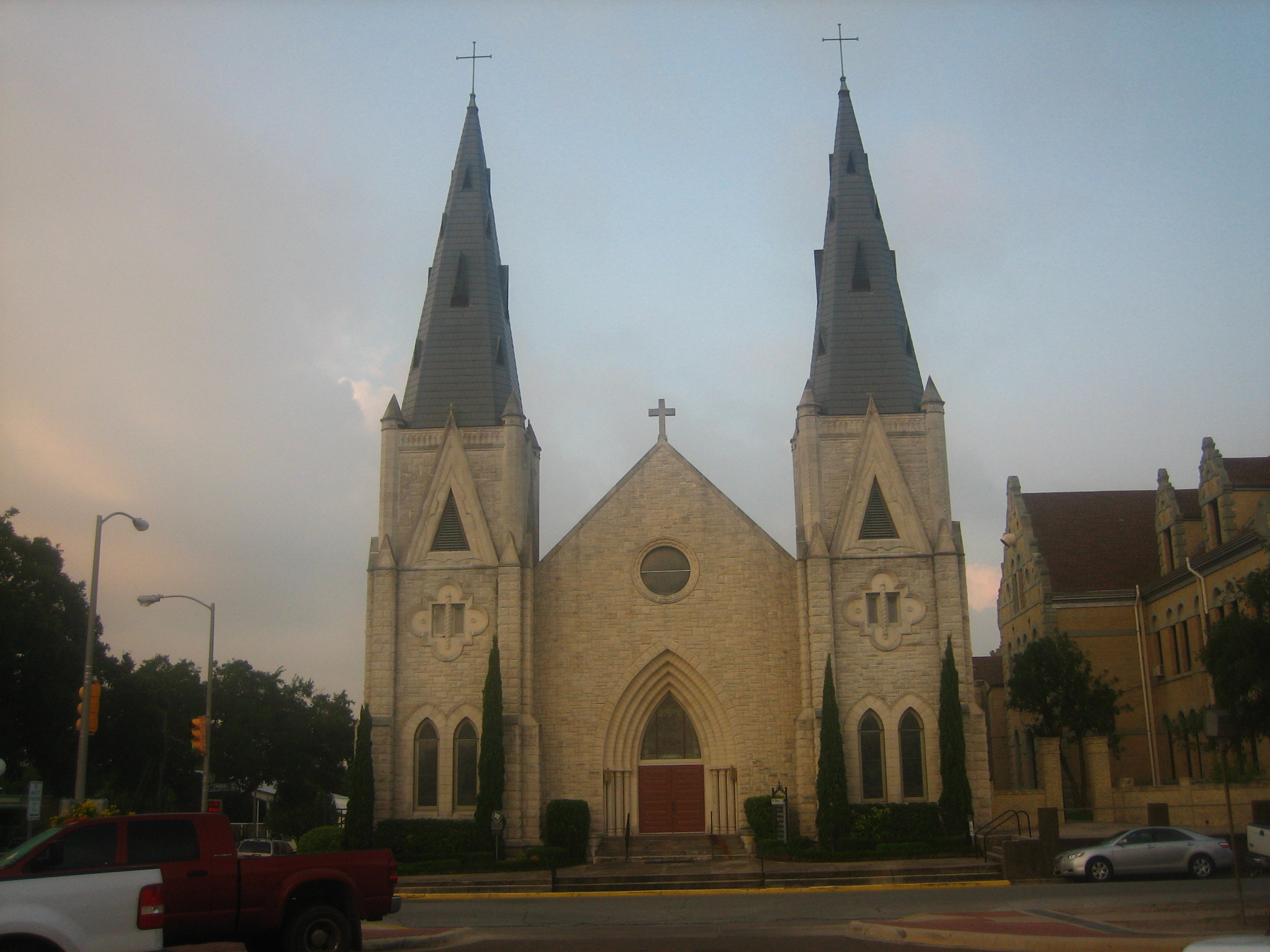
Католическая церковь святой Марии в центре города
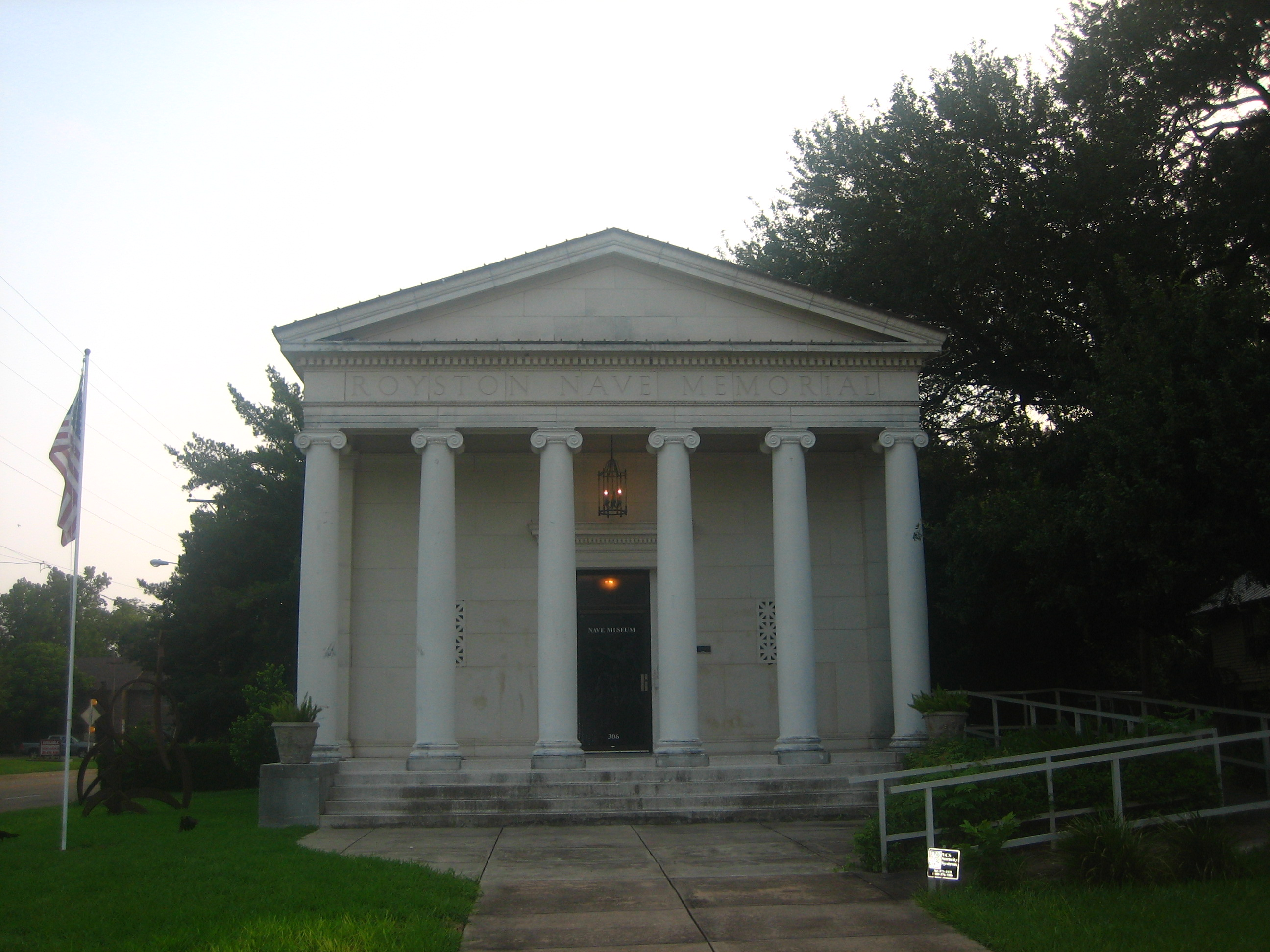
Музей искусств Ройстона Нейва
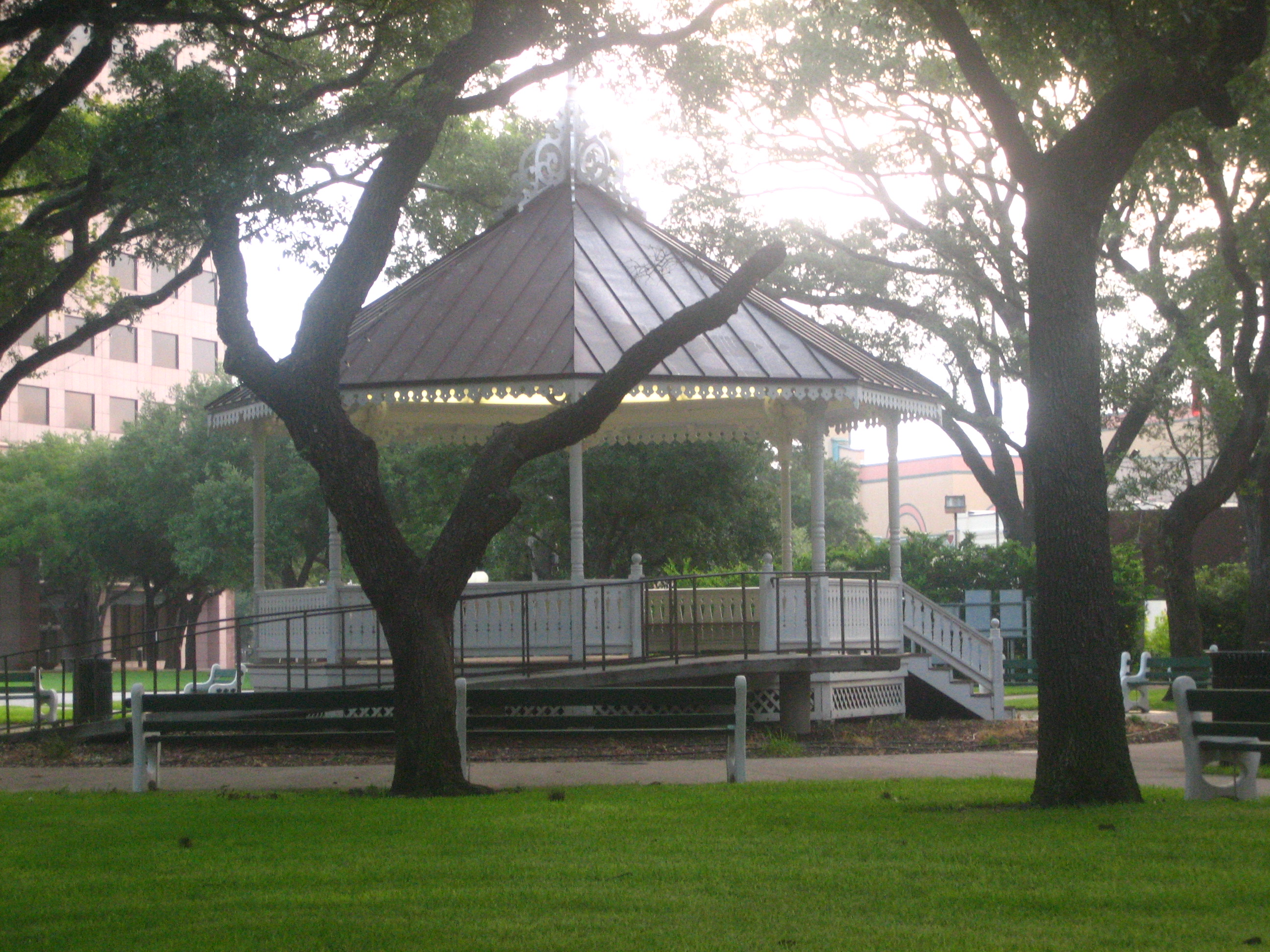
Плаза ДеЛеон и эстрада
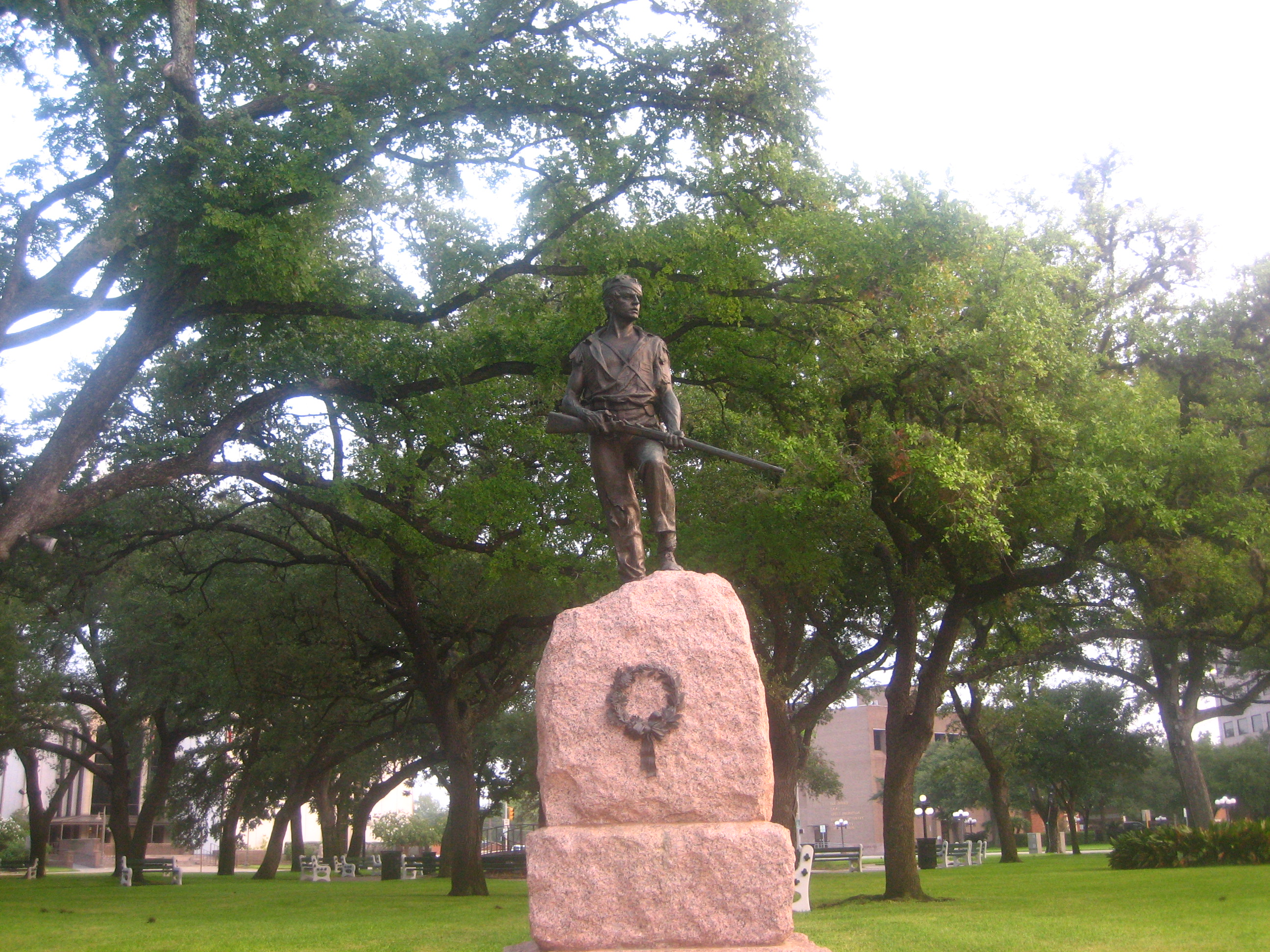
Монумент воину Конфедерации в парке в центре Виктории
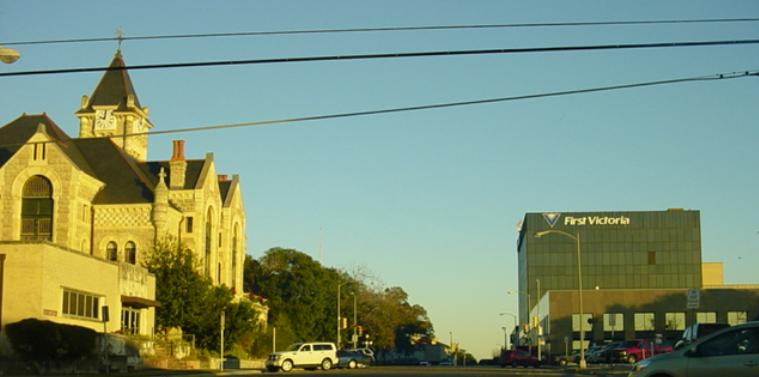
Улица в центре города